# Menaka nigrita
Menaka nigrita är en stekelart som beskrevs av Gupta 1971. Menaka nigrita ingår i släktet Menaka och familjen brokparasitsteklar. Inga underarter finns listade i Catalogue of Life.